# 琴袋
琴袋(英語：Gig bag，又稱演出袋)，是一種具有襯墊的軟質袋，主要用於儲存和運輸樂器，琴袋最常見的用途是存放吉他或電貝斯、烏克麗麗、小提琴等弦樂器 ，並保護樂器免受潮濕、灰塵和熱衝擊等損害。
作為硬殼箱的輕便替代品，大多數琴袋設有口袋，可用於存放樂譜、樂器線、撥片、背帶等配件，並配備肩帶和提手，以提高舒適性、便攜性和易用性。較大的琴袋則用於像低音提琴這類的大型樂器。
儘管琴袋比硬殼箱更輕便且易於攜帶，但其提供的保護性（如防摔、抗衝擊和抗壓）遠不及有襯墊的硬殼箱、木箱或琴盒。因此，一些音樂家可能會同時使用軟質琴袋和硬殼箱：琴袋適合用於本地排練、錄音或演出，而硬殼箱則更適合在需要托運樂器時使用。此外，用於烏克麗麗的布質琴袋可由皮革或像Cordura等防水或非防水的行李布料製成。
為了提供最佳保護，琴袋的襯墊和填充物必須完美貼合樂器的形狀，避免空隙，以防止摩擦損壞樂器的保護層或表面塗層（如清漆等）。此外，還應避免樂器與配件之間的摩擦或壓力，以防對樂器造成損害。

## 文獻
1. ↑  Rodgers 2001，第54-55頁.
2. ↑  Sandberg 2014.